# فرانك أبوت (لاعب كرة قدم أسترالية)
فرانك أبوت Frank Abbott (6 يوليو 1886 – 4 أغسطس 1947) كان لاعب كرة قدم قاعدية أسترالي، لعب مع فريق فريتسروي.

## وصلات خارجية
- فرانك أبوت على موقع AustralianFootball.com (الإنجليزية)
- فرانك أبوت على موقع AFLtables.com (الإنجليزية)